# Župnija Trata - Gorenja vas
Župnija Trata - Gorenja vas je rimskokatoliška teritorialna župnija Dekanije Škofja Loka Nadškofije Ljubljana. Župnijska cerkev na Trati je posvečena mučeništvu sv. Janeza Krstnika.